# Namangi-Aute
Namangi-Aute ist eine politische Partei in Vanuatu.

## Geschichte
Die Partei wurde 1975 von Aimé Maléré in Malekula gegründet als Abspaltung der Mouvement autonomiste des Nouvelles-Hébrides. Die Partei wandte sich an die Zielgruppe der katholischen frankophonen Bevölkerung im Süden von Malekula und wollte deren Interessen vertreten. Der Hauptgrund für die Gründung der Partei war dabei, ähnlich wie bei anderen frankophonen Bewegungen, die Sorge vor einer zu schnellen Unabhängigkeit des Landes aus dem franko-britischen Kondominium  (Condominium des Nouvelles-Hébrides/New Hebrides Condominium). Die Mitglieder der Namangi-Aute hatten die Sorge, dass das Land, wenn es zu schnell unabhängig würde, von den anglophonen Bevölkerungsteilen dominiert würde, die bereits einen Großteil der Administration innehatten. In diesem Zusammenhang erhielt Maléré zwei Sitze im Parlament bei den Wahlen 1979.

## Politische Ziele
Die Bewegung fordert noch immer (2000) eine verstärkte politische Dezentralisation und eine Schaffung einer Konföderation autonomer Provinzen für Malekula. Darüber hinaus setzt sich die Partei für die Wahlpflicht, die Anerkennung der traditionellen Rolle der Häuptlinge und des Gewohnheitsrechts ein und fordert die Möglichkeit für die einzelnen regionalen Gemeinschaften, sich gemäß ihren eigenen Bedürfnissen und Prioritäten zu entwickeln.
Die Bewegung vereinigte sich Ende der 1980er Jahre mit der Union of Moderate Parties, die 2000 bis 2002 zur Vanuatu Grin Konfederesen wurde. 2002 wurde die Partei als unabhängige Bewegung von dem damaligen Präsidenten, Paul Telukluk, neu begründet. Telukluk war dann der Abgeordnete für Malekula unter dem Bündnis der Grünen (2002). Zuvor war er Abgeordneter für die Union of Moderate Parties gewesen. Er behielt seinen Sitz bei den Wahlen 2004 und 2008 als einziger Abgeordneter der Namangi-Aute.
Zu den Wahlen 2012 vereinigte sich die Partei mit dem neuen Partei Reunification of Movements for Change.

## Wahlergebnisse
| Wahl      | Stimmen | %   | Mandate |
| --------- | ------- | --- | ------- |
| Wahl 1979 | 1.985   | 4,2 | 2 / 39  |
| Wahl 1983 | 1.159   | 2,6 | 1 / 39  |
|           |         |     |         |
| Wahl 2004 | 707     | 0,8 | 1 / 52  |
| Wahl 2008 | 1.178   | 1,1 | 1 / 52  |